# Juliusz Grzegorz Gerung
Juliusz Grzegorz Gerung pseudonim Sęp (ur. 24 sierpnia 1933 w Dziurkowie, zm. 30 grudnia 2015 w Warszawie) – polski działacz powojennej, nielegalnej opozycji antykomunistycznej, działacz kombatancki w okresie III Rzeczypospolitej, prezes Zarządu Głównego Związku Młodocianych Więźniów Politycznych lat 1944–1956 „Jaworzniacy”.

## Życie i działalność
Był współzałożycielem antykomunistycznej, niepodległościowej organizacji uczniowskiej Kółko Zwolenników Idei Mickiewiczowskiej powołanej do życia w 1949 roku we Włodawie i w lutym 1950 roku przekształconej w organizacje „Orzeł”. Po aresztowaniu przez UB w wyniku śledztwa został oskarżony o przynależność do nielegalnej organizacji „Orzeł” i kolportaż „antypaństwowych” ulotek, a następnie skazany przez Wojskowy Sąd Rejonowy w Lublinie na 3 lata więzienia. Wyrok odbywał w Lublinie oraz Progresywnym Więzieniu dla Młodocianych w Jaworznie.
Po przemianach ustrojowych w Polsce był współzałożycielem Związku Młodocianych Więźniów Politycznych lat 1944–1956 „Jaworzniacy”, którego był prezesem przez 18 lat, a od 2008 roku do śmierci piastował funkcję Prezesa Honorowego. Był również redaktorem naczelnym związkowego czasopisma Jaworzniacy.

## Wybrane odznaczenia
- Krzyż Oficerski Orderu Odrodzenia Polski[1][3],
- Srebrny Krzyż Zasługi z Mieczami[1],
- Medal „Pro Patria”[1][3],
- Medal „Pro Memoria”[1][3]